# Acacia schinoides
Acacia schinoides är en ärtväxtart som beskrevs av George Bentham. Acacia schinoides ingår i släktet akacior, och familjen ärtväxter. Inga underarter finns listade i Catalogue of Life.